# Medborgarplatsen (tunnelbanestation)
Medborgarplatsen är en station inom Stockholms tunnelbana som trafikeras av Gröna linjen och ligger mellan stationerna Skanstull och Slussen. Avståndet från Slussen är 600 meter. Stationen ligger öster om Götgatan vid Medborgarplatsen på Södermalm i Stockholms innerstad.

## Historik
Denna station och Skanstull är de äldsta underjordiska stationerna i tunnelbanenätet. Båda stationer öppnades 1 oktober 1933, denna under namnet Södra Bantorget. Södertunneln för den nya banan hade byggts i öppet schakt under torget och Götgatan. Själva banan Slussen–Skansbron kallades redan då Tunnelbanan. Den trafikerades då av spårvagnar som utgjorde den första tunnelbanan mellan Slussen och Ringvägen. Namnbytet till Medborgarplatsen skedde år 1944.
År 1949 och 1950 byggdes stationen om och förlängdes i den norra änden för de nya tunnelbanetågen. Arkitekter var Holger Blom och Gunnar Lené. Stationen stängdes tidvis av för förlängningsarbetet. Den blev inte klar till den 1 oktober 1950, då trafiken med de nya tågen började, utan öppnades den 1 november i sitt nya skick. Man kan fortfarande se fästena för spårvägens kontaktledningar i taket över spåren.
Stationen ligger under Götgatan från Folkungagatan till Noe Arksgränden invid Björns trädgård. 
Plattformen ligger 6–18 meter under marken (men 17 meter över havet; medianen är 16,8 meter för hela t-banan) och har entréer från Folkungagatan 45 och 47 samt Björns trädgård. Den senare ingången öppnades den 29 november 1995.
Väggarna på stationen har gult kakel, delvis i original från 1930-talet. Gunnar Söderström utförde färgsättningen av pelare. I den södra biljetthallen finns väggdekor och golvmosaik av Mari Pårup från 1997.
Plattformspelarna bekläddes med emaljbeklädnad för att de ofta blev nedklottrade. Driftkostnaderna för klottersanering har därefter minskat väsentligt och de har fortfarande efter mer än 20 år samma glans och kulör som när de installerades.

## Galleri

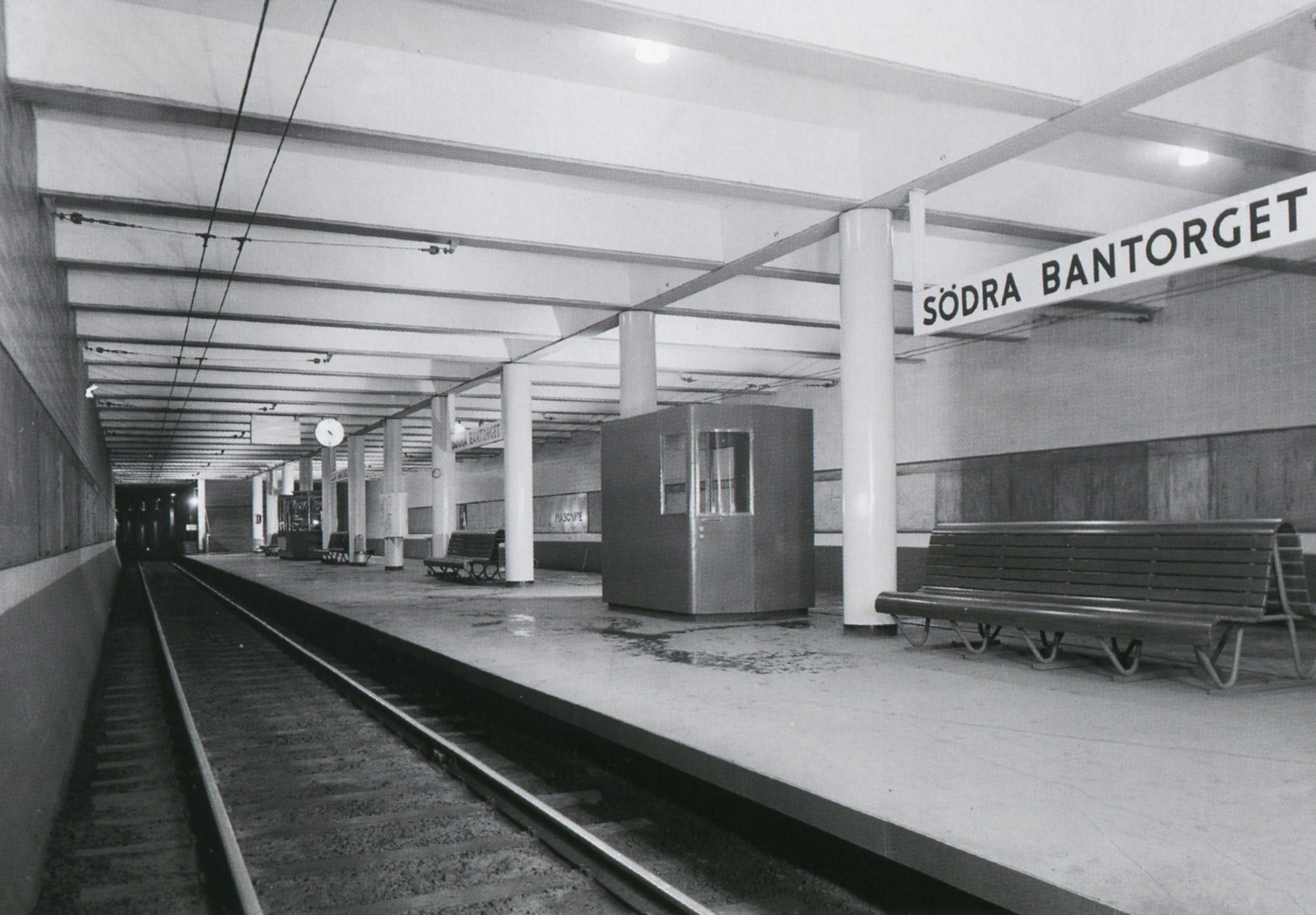
Stationen Södra Bantorget, 1930-tal.
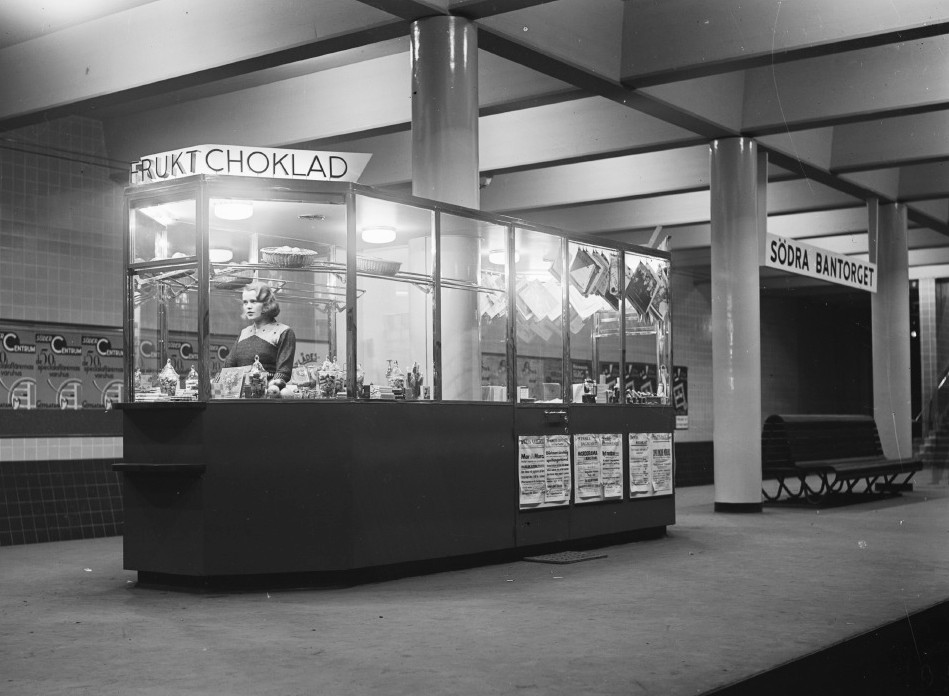
Pressbyråns kiosk vid stationen Södra Bantorget, 1933.
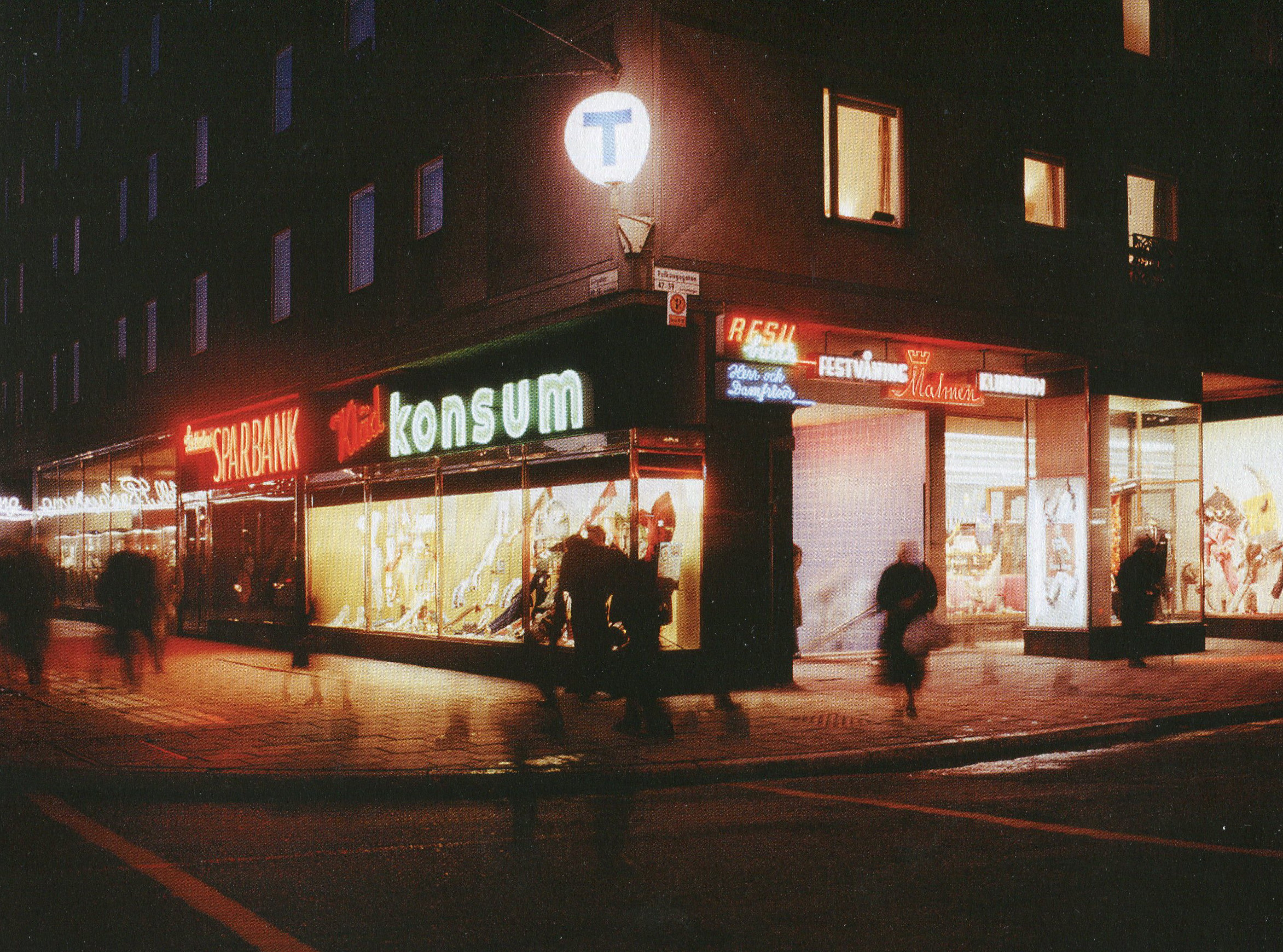
Entrén vid Folkungagatan 47, 1958.
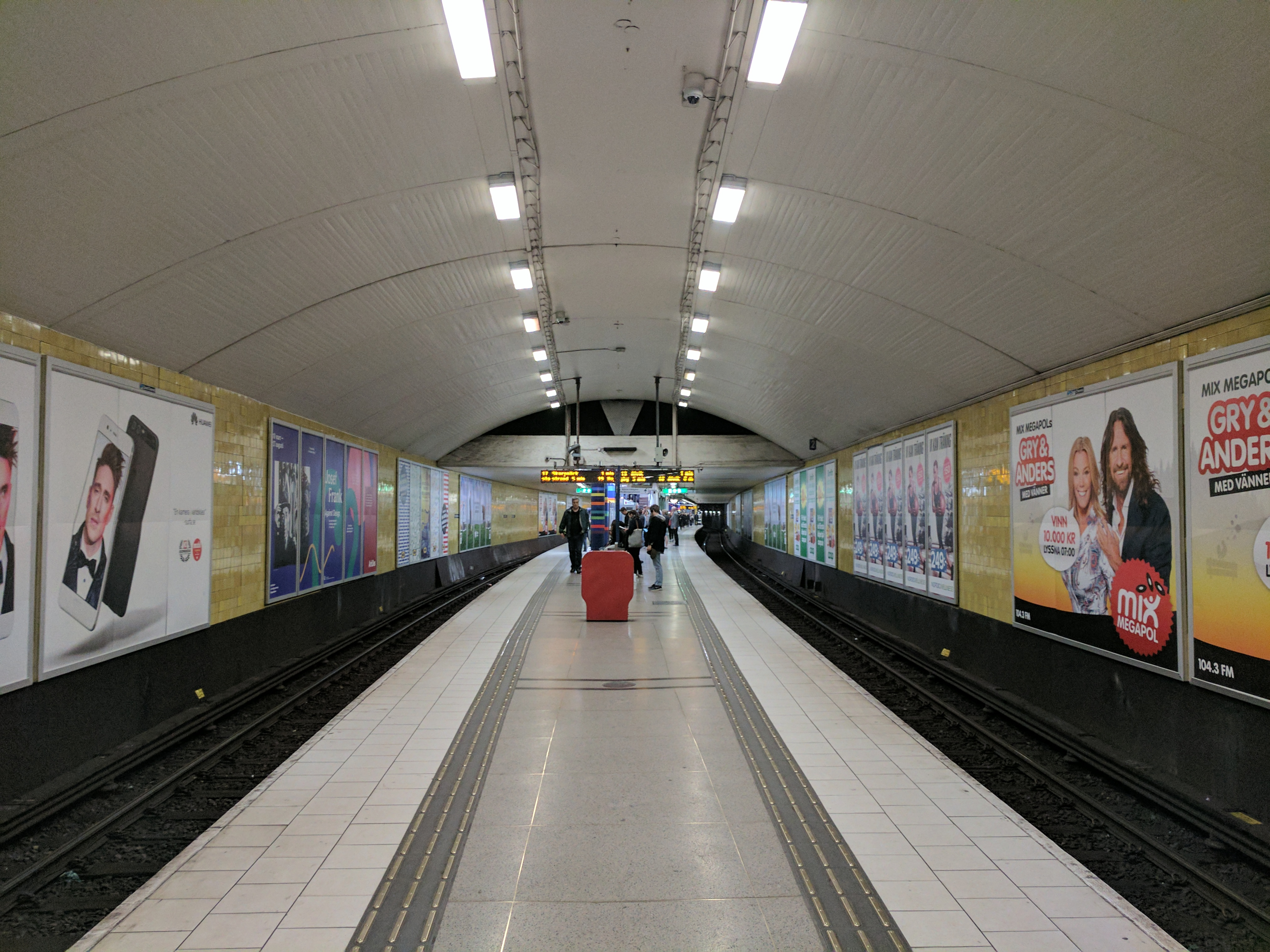
Perrongen.
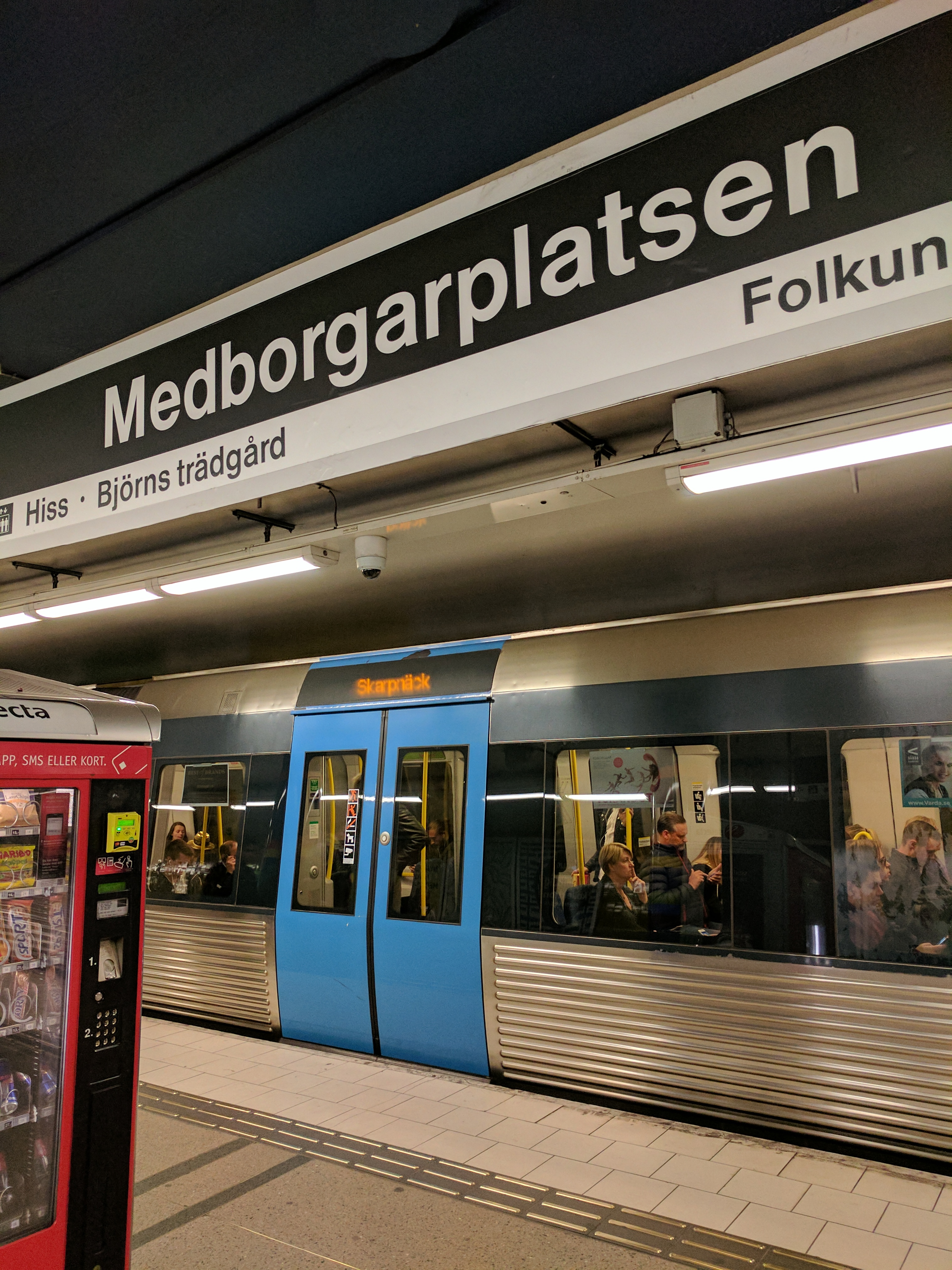
Perrongen.
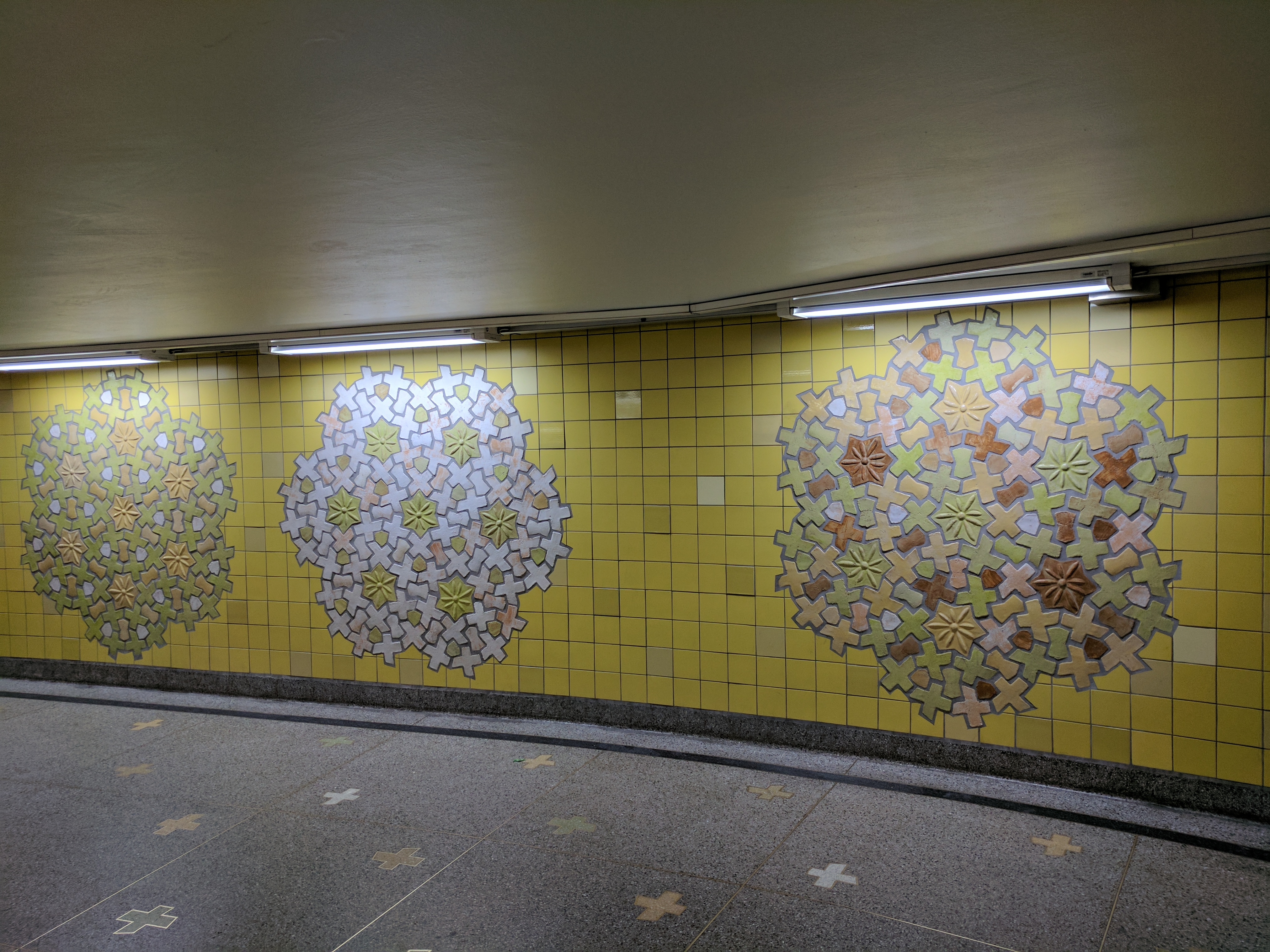
Konstnärlig utsmyckning av Mari Pårup i gångtunneln mot Folkungagatan 45.
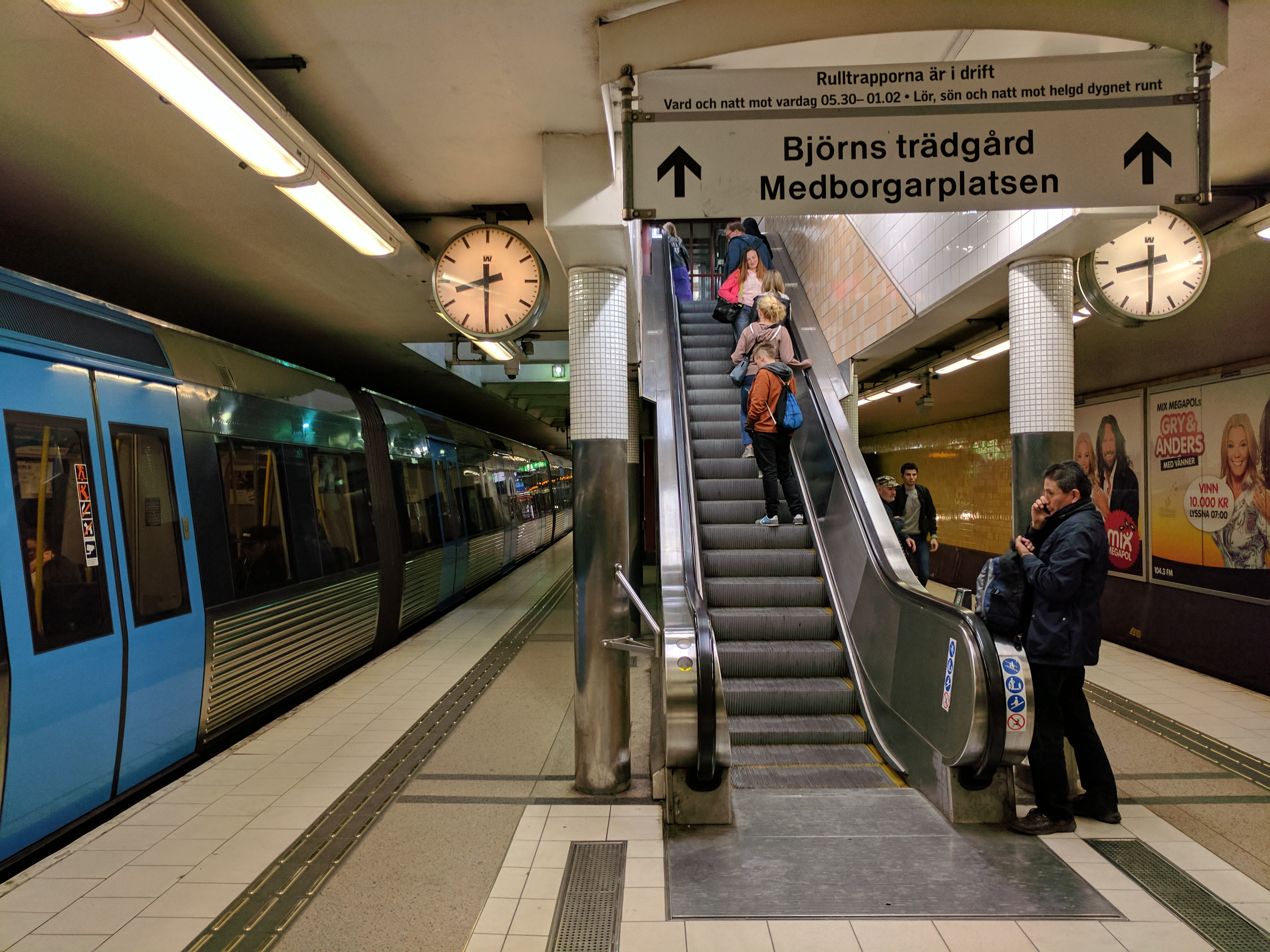
Rulltrappa till Björns trädgård och Medborgarplatsen.
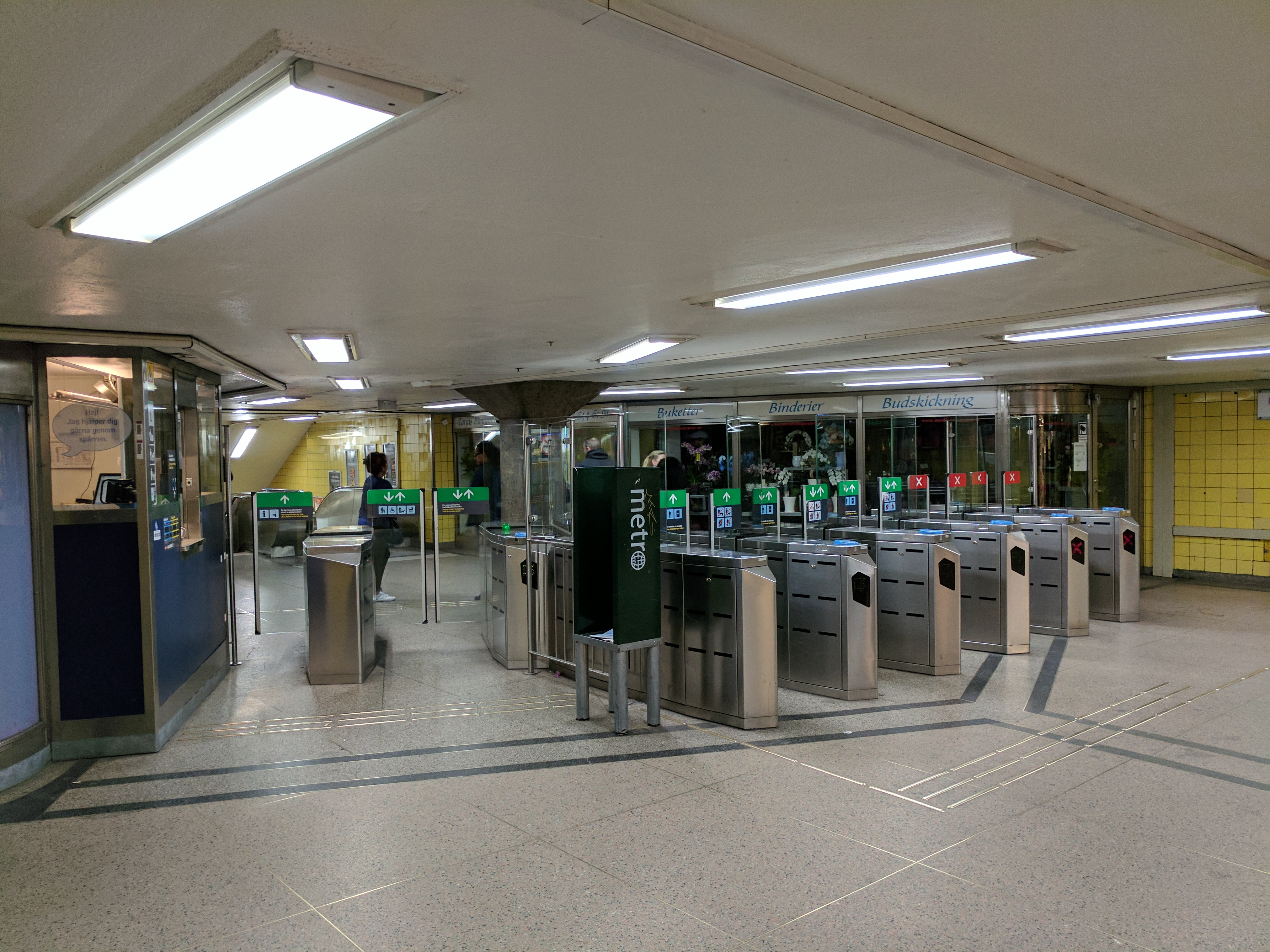
Biljetthallen vid uppgången mot Folkungagatan.
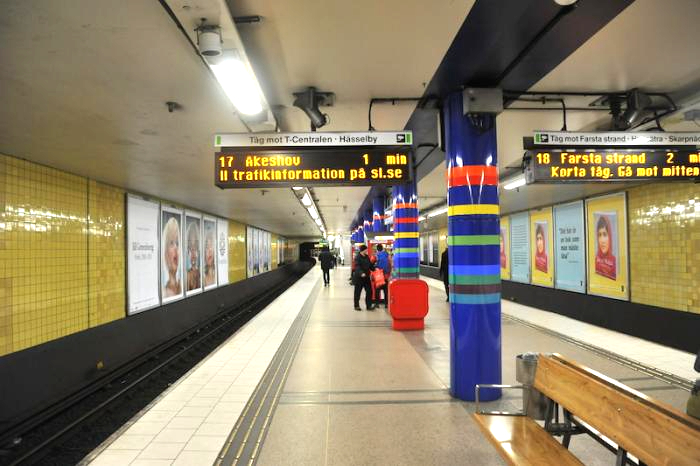
Pelarna på T-Medborgarplatsen är sedan 1993 beklädda med tåligt emaljstål. Innan pelarna skyddades med emaljsystem var den årliga klottersaneringskostnaden otroligt hög. Med emaljsystem har klottrandet minskat och vid behov är pelarna lätta att rengöra.